# Sinaï (schiereiland)
Sinaï (Arabisch: سيناء Sīnā' ) is een schiereiland in Egypte en vormt een brug tussen Azië en Afrika. Het wordt door de Landengte van Suez verbonden met de rest van Egypte, maar tegelijkertijd door het Suezkanaal gescheiden van Afrika. Geografisch gezien ligt de Sinaï dus in Azië.
Het gehele schiereiland is woestijn, en vanwege zijn ligging tussen de Sahara (de Egyptische Oostelijke Woestijn waar de Sinaï aan grenst is onderdeel van de Sahara), de Israëlische Negevwoestijn en de Grote Arabische Woestijn op het Arabisch Schiereiland zijn onderdeel van een groot woestijngebied. De Sinai Trail loopt door het gebied.

## Geografie
Het schiereiland wordt begrensd door de Middellandse Zee in het noorden en dan met de klok mee door de Gazastrook, Israël, de Golf van Akaba, de Rode Zee, de Golf van Suez en het Suezkanaal. Op het schiereiland ligt het Sinaïgebergte. Het omvat twee van de 29 gouvernementen van Egypte: De Noord-Sinaï en de Zuid-Sinaï.

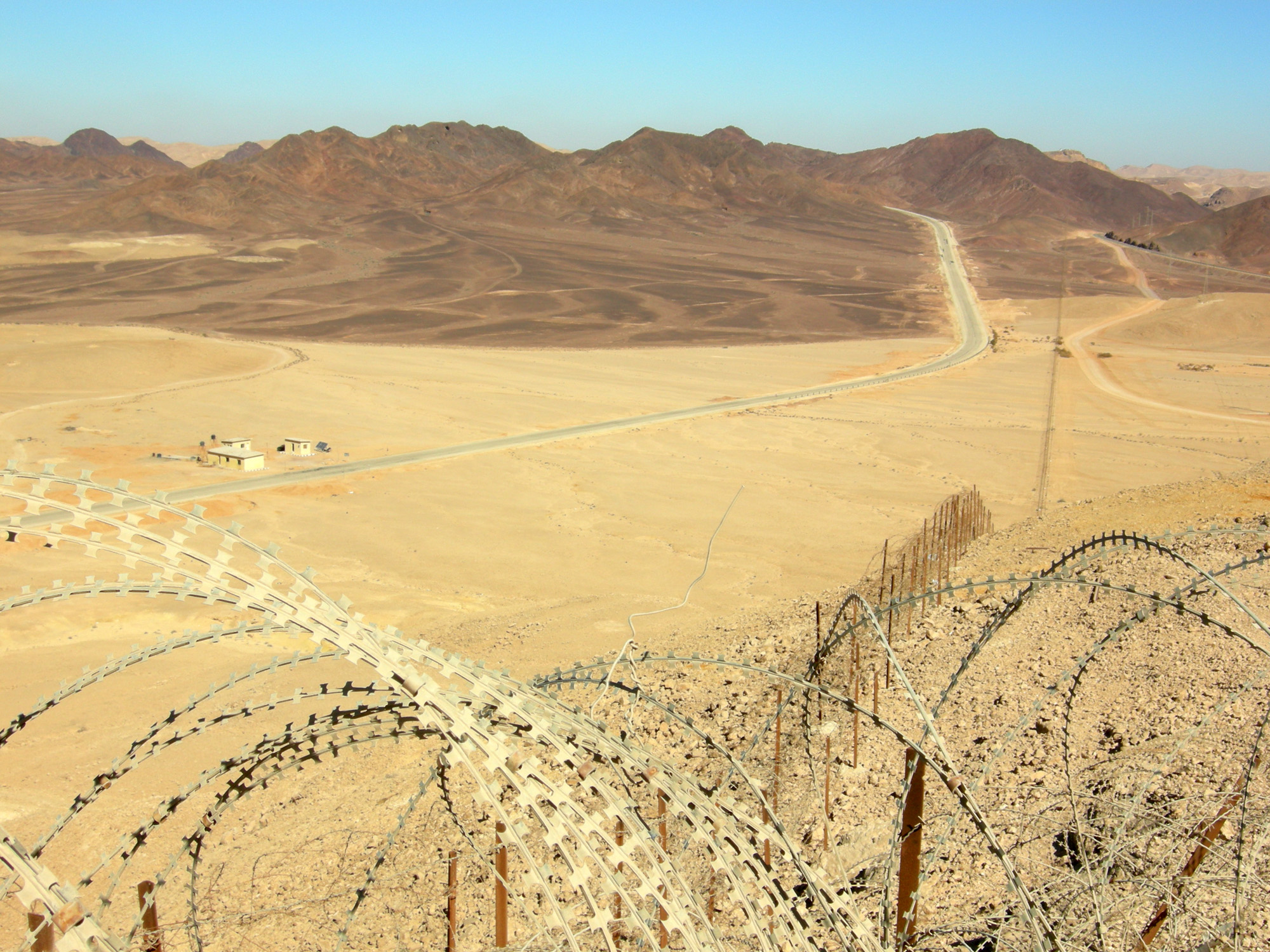
Grens van Egypte met Israël

 De Sinaï maakt deel uit van de 'Great Rift Valley'. Dat is een grote breuk in de aardkorst vanaf Oost-Afrika door de Rode Zee, de Golf van Akaba en uiteindelijk naar de Vallei van Jordanië (Dode Zee). Door de ligging op deze breuklijn verplaatst de Sinaï zich elk jaar 5 mm tot 2 centimeter verder van Afrika vandaan.

### Noord-Sinaï
Het noordelijke deel van de Sinaï bestaat voornamelijk uit platte uitgestrekte zandvlakten. De grens tussen het vlakke noorden en het zuiden met de hoge bergtoppen wordt gevormd door een groot kalkhoudend plateau, het El Tih plateau. De hoofdstad van het gouvernement Noord-Sinaï is El Arish, een plaats die niet ver van de grens tussen Egypte en de Gazastrook ligt.

### Zuid-Sinaï

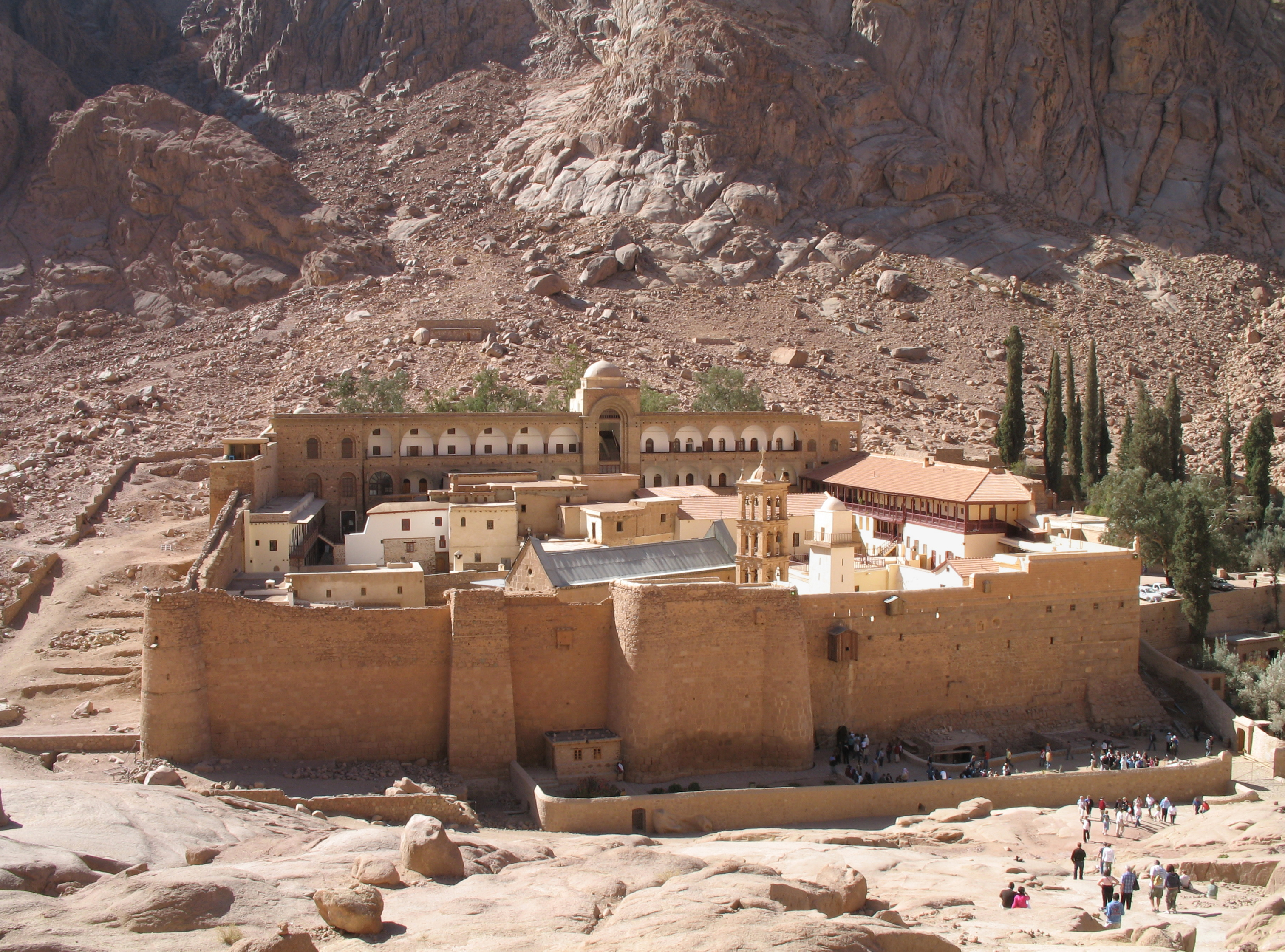
Het Katharinaklooster

Aan de zuidwestkant van de Sinaï ligt de Golf van Suez, die ongeveer 80 meter diep is. Om vanuit het westen de Sinaï binnen te komen moet je de Golf van Suez of het Suezkanaal oversteken of door de Sueztunnel gaan. De Golf van Suez staat bekend om zijn olie-industrie. De oostkust heeft een aantal bekende badplaatsen aan de Golf van Akaba, waaronder Sharm el Sheikh, Dahab en Taba. De Golf van Akaba is gevuld met rijke koraalriffen en kleurrijke vissen. Het is een onderwaterparadijs dat veel duikers en snorkelaars trekt.
In het zuidelijk deel van de Sinai vindt men granieten bergen. De Sinaïberg is de bekendste berg in het Sinaïgebergte. Het is de berg waar God volgens Exodus 20:1 de Tien geboden aan Mozes gaf. De hoogste berg is de Katharinaberg, vlak bij het Katharinaklooster dat gebouwd is op de locatie van het brandend braambos en een van de oudste christelijke kloosters ter wereld is.
De hoofdplaats van het gouvernement Zuid-Sinaï is de (nog) kleine plaats El-Tor, aan de oostelijke oever van de Rode Zee.
De zuidelijkste punt van het schiereiland bestaat uit het Nationaal park Ras Mohammed.

## Demografie

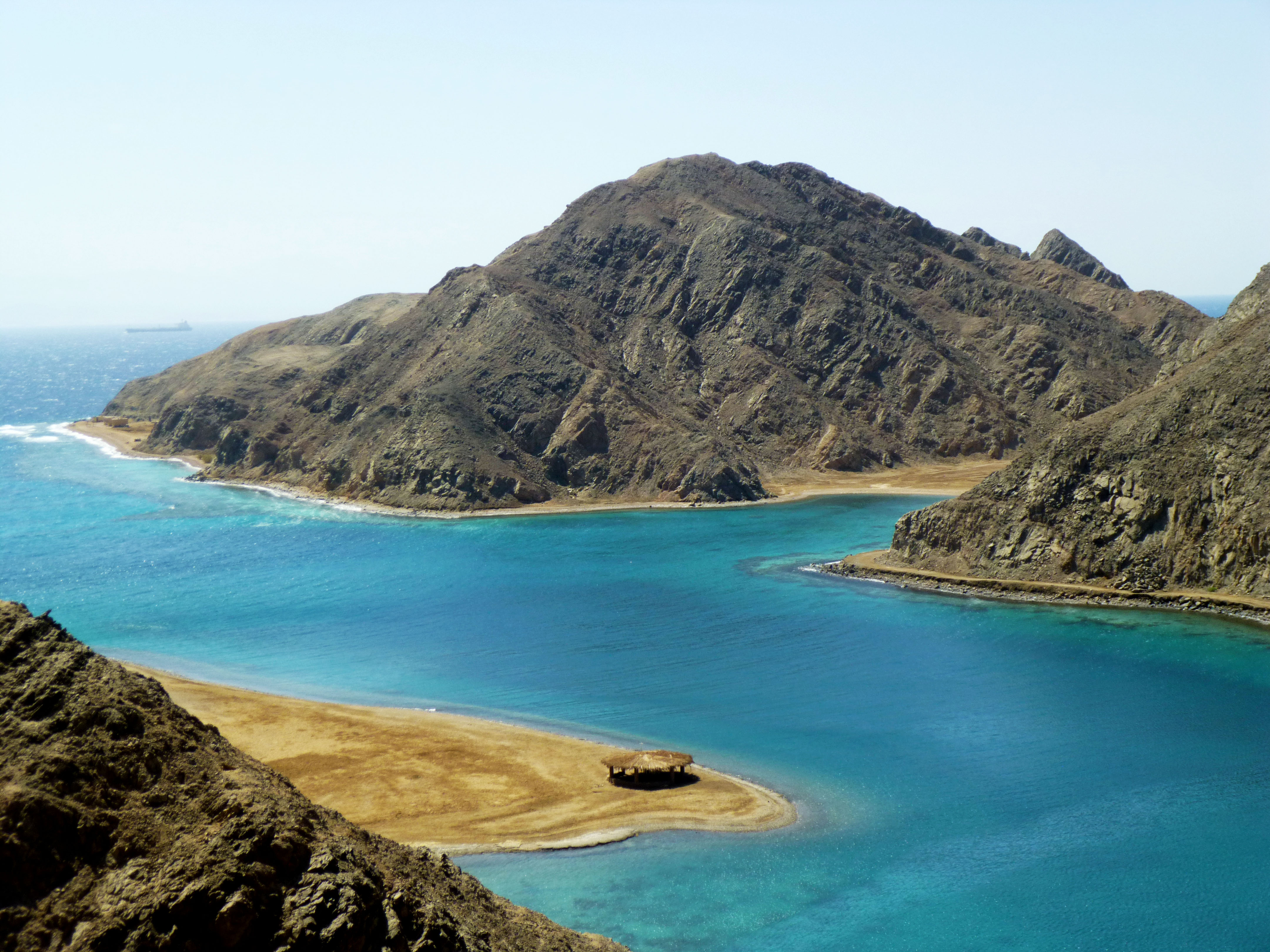
Baai bij Taba

De twee provincies van Noord- en Zuid-Sinaï hebben een totale bevolking van 597.000 (januari 2013). Dit cijfer stijgt tot 1.400.000 door in de Westelijke Sinaï, de provincies Port Said, Ismailia en Suez mee te tellen. Delen van de bevolking van deze provincies wonen aan de Sinaï-kant van het Suezkanaal, terwijl de rest aan de westelijke kant van het kanaal wonen.

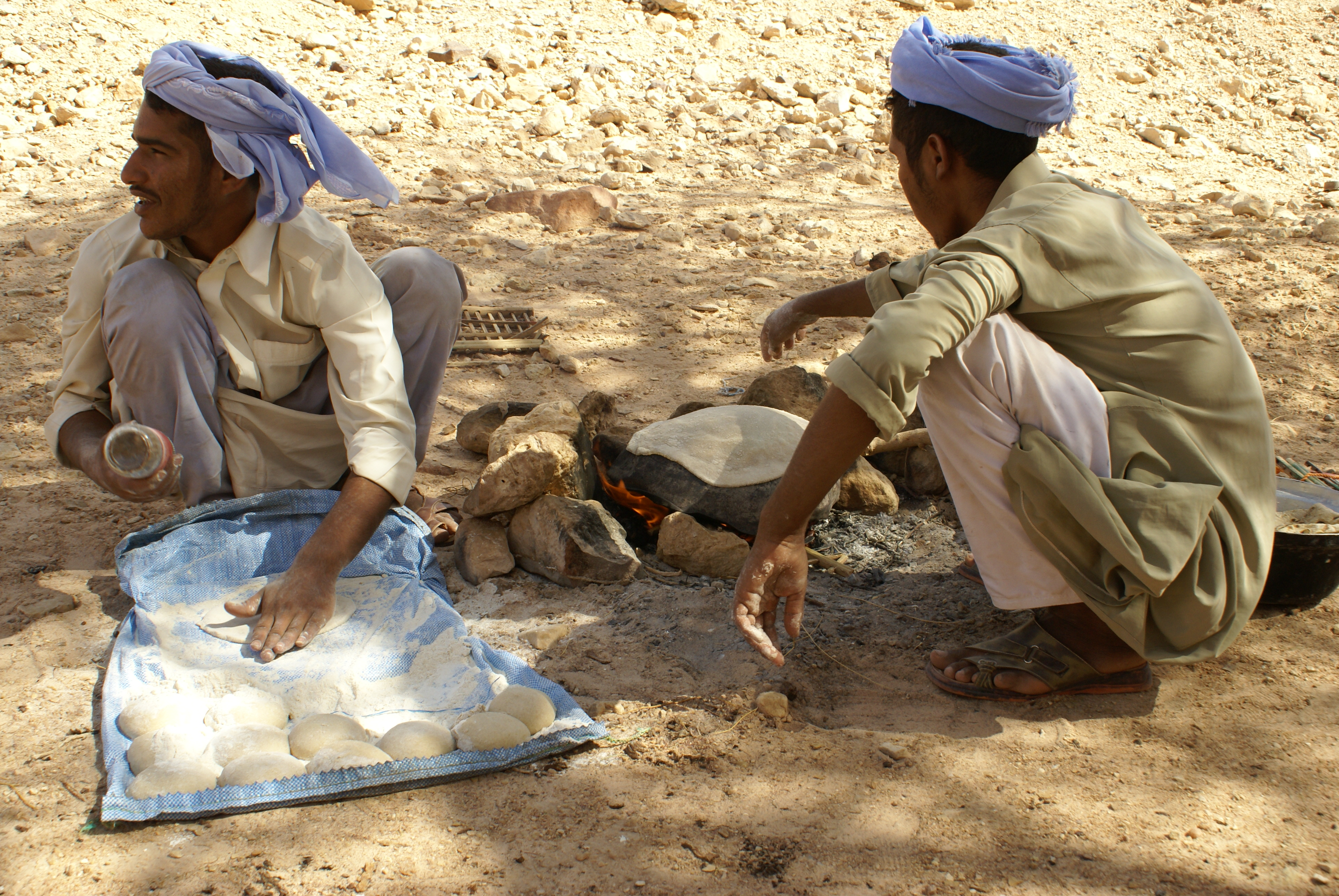
Bedoeïenen maken brood in de woestijn

De bevolking van de Sinaï bestond oorspronkelijk uit bedoeïenen met hun kleurrijke traditionele kostuums en een cultuur. Grote aantallen Egyptenaren uit de Nijlvallei en -delta verhuisden naar het gebied om te werken in het toerisme.

## Economie
Voornaamste economische takken zijn toerisme, veiligheid, nomadische veeteelt (schapen, geiten en kamelen) en visvangst. Er komt ook illegale handel (o.a. het smokkelen van wapens en munitie) en illegale landbouw (verdovende middelen) in het gebied voor.
Sinds het Israëlisch-Egyptische vredesverdrag zijn de schilderachtige plekken van Sinai (waaronder koraalriffen voor de kust) en religieuze structuren belangrijk geworden voor de toeristenindustrie. Echter de terroristische aanslagen in Sharm-el-Sheikh van 23 juli 2005 waarbij minstens 88 personen (waaronder toeristen) omkwamen en de aanslag in oktober van 2015 op een Russisch passagierstoestel dat vertrok vanuit Sharm el Sheikh (Kogalymavia-vlucht 9268), waarbij meer dan 200 slachtoffers vielen, hebben de toeristensector hard geraakt. De meeste westerse landen vliegen sinds de zomer van 2005 niet meer op de Luchthaven Sharm-el-Sheikh.

## Geschiedenis

### Vroege geschiedenis
De Sinaï wordt al sinds de prehistorie bewoond. Rond 3100 v. Chr., tijdens de Eerste Dynastie van het oude Egypte, werd de Sinaï een belangrijk gebied voor de mijnbouw van turquoise en koper, vooral in gebieden zoals Wadi Magharah en Serabit el-Khadim.
De noordelijke kust van de Sinaï diende al eeuwenlang als een belangrijke handelsroute. Deze route werd beveiligd met forten om waterbronnen en handel te beschermen.
Volgens de Bijbel was de Sinaïwoestijn de locatie van de Exodus, waarbij Mozes de Israëlieten uit Egypte leidde en op de Sinaïberg (vermoedelijk Jebel Musa) de Tien Geboden ontving. Dit maakte dat de Sinaïberg een religieuze plaats werd voor jodendom, christendom en islam. Sommige bronnen suggereren dat de naam "Sinaï" is afgeleid van de Mesopotamische maangod Sin, hoewel een rabbijnse bron (Pirke De-Rabbi Eliezer, 8e-9e eeuw) de naam verbindt met het Hebreeuwse "seneh" (brandend braambos).

### Romeinse tijd en middeleeuwen
Vanaf de 2e eeuw n.Chr. maakte de Sinaï deel uit van het Romeinse Rijk en later het Byzantijnse Rijk (tot de 7e eeuw). In 530 n.Chr. liet keizer Justinianus I het Katharinaklooster bouwen aan de voet van de Sinaïberg, dat nu een van de oudste continu bewoonde christelijke kloosters ter wereld is. Dit klooster trok pelgrims en kluizenaars aan en versterkte de religieuze betekenis van de regio.
In 640 n.Chr. trok de islamitische veroveraar Amr ibn al-As door de Sinaï om Egypte te veroveren. Tijdens de kruistochten (11e-13e eeuw) werd de Sinaï opnieuw een doorgangsroute voor legers, zoals die van Salah el-Din (Saladin) in 1182. Na de kruistochten vestigden bedoeïenenstammen zich in de regio, die hun nomadische levensstijl en culturele tradities behielden. Deze stammen domineerden de Sinaï eeuwenlang en leven nog steeds in het gebied, hoewel hun aantal afneemt.

### Ottomaanse periode
Vanaf 1517 viel de Sinaï onder het Ottomaanse Rijk, dat het gebied bestuurde via een gouverneur vanuit Constantinopel. De omstandigheden verslechterden, en reizen door de Sinaï werd gevaarlijk. In 1798 trok Napoleon Bonaparte door de Sinaï tijdens zijn expeditie naar Egypte, met als doel de Britse invloed te verminderen en de regio te moderniseren. Hij stuurde teams van wetenschappers om de oude beschaving te onderzoeken, wat de basis legde voor latere archeologische studies. Na de opstand van Egypte tegen de Ottomanen in de vroege 19e eeuw en de Britse bezetting van Egypte (1882-1956), kwam de Sinaï onder Britse invloed.

### 20e eeuw
Na de Eerste Wereldoorlog (1918) werd de Sinaï officieel aan Egypte toegewezen
De Sinaï is meerdere keren bevochten geweest. De Israëlische strijdkrachten veroverden de Egyptische Sinaï voor het eerst tijdens de Suezcrisis. Onder zware internationale druk trokken de Israëlische troepen zich terug in maart 1957. Als onderdeel van de voorwaarden voor de Israëlische terugtrekking, werd de Sinaï gedemilitariseerd en werd een vredesmacht (de United Nations Emergency Force I (UNEF I)) opgericht om de grens tussen Israël en Egypte te bewaken.

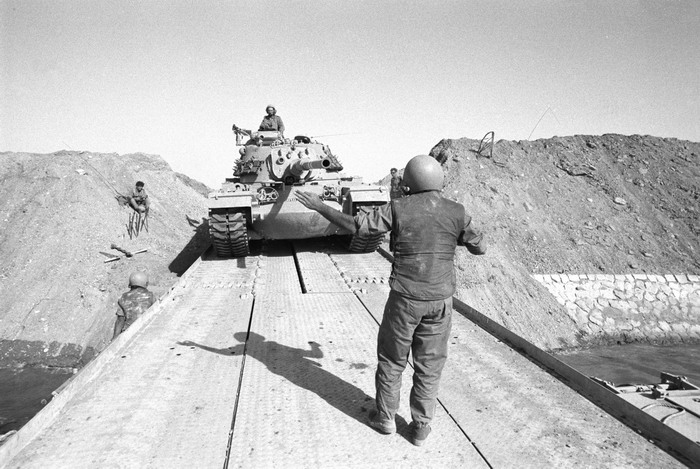
Israëlische leger steekt het Suezkanaal over

In mei 1967 beval de Egyptische president Gamal Abdel Nasser de terugtrekking van deze troepenmacht en trok de eigen troepen van Egypte naar het gebied. Israël, die geloofde dat de oorlog op handen was, lanceerde uiteindelijk een preventieve aanval tegen Egypte, de Zesdaagse Oorlog. Al na drie dagen had Israël het grootste deel van de Sinaï bezet.
Op 6 oktober 1973 begon Egypte Operatie Badr om de Sinai te heroveren, terwijl Syrië een gelijktijdige operatie startte om de Golanhoogvlakte te heroveren, waarmee de Jom Kipoeroorlog begon (ook bekend in Egypte en een groot deel van Europa als de Oktoberoorlog). Het Suezkanaal werd heropend in 1975, waarbij president Anwar Sadat het eerste konvooi leidde dat door het kanaal ging, aan boord van een Egyptische torpedojager. In 1979 ondertekenden Egypte en Israël een vredesverdrag, de Camp Davidakkoorden. In het verdrag wordt afgesproken dat Egypte het bestaansrecht van de staat Israël erkent, en dat Israël zich in 4 fases terugtrekt uit de Sinaï. Sindsdien ziet de Multinational Force and Observers, een internationale vredesmacht, erop toe dat het vredesverdrag tussen Israël en Egypte wordt nageleefd.

### 21e eeuw
Sinds het begin van de jaren 2000 is Sinaï het toneel geweest van verschillende terreuraanslagen tegen toeristen, militairen en politiemensen. Onderzoek heeft aangetoond dat deze deels werden ingegeven door een hekel aan de armoede waarmee veel Bedoeïenen in het gebied te maken hebben. Aanvallen op de toeristenindustrie werd gezien als een methode om de industrie te beschadigen, zodat de regering meer aandacht aan hun situatie zou besteden. Andere aanslagen werden uitgevoerd door extremistische islamitische terroristische organisaties.
Op 7 oktober 2004 werd het Hilton-hotel in Taba geraakt door een bom waarbij 34 mensen om het leven kwamen. Dezelfde dag gingen er ook twee bommen af in Nuweiba; eentje voor een restaurant en de andere bij de ingang van een campsite. In totaal vielen er bij de aanslagen in Nuweiba drie doden.
Op 23 juli 2005 explodeerden er bij terroristische aanslagen in Sharm el-Sheikh drie bommen. Bij de aanslagen kwamen volgens de autoriteiten 64, volgens de lokale ziekenhuizen zelfs 88 mensen om het leven. Voor het merendeel Egyptenaren, maar ook toeristen uit onder andere het Verenigd Koninkrijk, Duitsland en Italië.
Op 24 april 2006 werd de badplaats Dahab opgeschrikt doordat er rond 19.00 uur lokale tijd drie explosies plaatsvonden in het toeristische centrum. Het was er toen bijzonder druk wegens de vakantie ter gelegenheid van het Koptische paasfeest. Minstens 23 personen kwamen om het leven.
In oktober 2015 stortte een Russische Airbus boven de Sinaï neer na een explosie. De aanslag, waarbij alle 224 inzittenden om het leven kwamen, was het werk van IS.
Op 24 november 2015 was er een bomaanslag bij een hotel in El Arish.
Op 24 november 2017 was er een bomaanslag op de Al-Rawdah-moskee in de plaats Bir al-Abd in het noorden van het schiereiland, op circa 40 kilometer van de provinciehoofdstad El-Arish. Vervolgens werd het vuur geopend op gelovigen die net naar buiten kwamen na het vrijdaggebed. 235 mensen kwamen om.
Onder president El-Sisi voerde Egypte een rigoureus beleid in om de grens tussen Egypte en de Gazastrook te controleren, en de tunnels tussen Gaza en Sinaï te ontmantelen.